# Rivière Flamand (Les Etchemins)
Pour les articles homonymes, voir Flamand.
La rivière Flamand coule dans la municipalité de Saint-Odilon-de-Cranbourne (MRC Beauce-Centre) et de Saint-Benjamin (MRC Les Etchemins), dans la région administrative de Chaudière-Appalaches, au Québec, au Canada.
La rivière Flamand est un affluent de la rive nord-ouest de la rivière Famine laquelle coule vers le sud-ouest pour se déverser sur la rive est de la rivière Chaudière ; cette dernière coule vers le nord pour aller se déverser sur la rive sud du fleuve Saint-Laurent.

## Géographie
Les principaux bassins versants de la rivière Flamand sont :
- côté nord : rivière Lanigan, rivière Etchemin, décharge du lac Etchemin ;
- côté est : rivière à la Raquette (rivière Famine), rivière Famine ;
- côté sud : rivière Famine, rivière Veilleux ;
- côté ouest : ruisseau Noir, rivière Cumberland, rivière Chaudière.

La rivière Flamand prend sa source en zone forestière dans la municipalité de Saint-Odilon-de-Cranbourne. Cette source est située à environ 200 mètres au nord-ouest de la limite municipale de Saint-Benjamin. Cette source est située au nord du village de Saint-Benjamin et au sud du Mont-Orignal.
À partir de son lac de tête, la rivière Flamand coule sur 11,6 km répartis selon les segments suivants :
- 0,2 km vers le sud, jusqu'à la limite municipale de Saint-Odilon-de-Cranbourne et de Saint-Benjamin ;
- 1,3 km vers le sud, jusqu'à la route du 12e rang ;
- 2,6 km vers le sud, jusqu'à la route du 14e rang ;
- 2,5 km vers le sud, jusqu'à la confluence de la Décharge du Lac à Busque ;
- 4,8 km vers le sud-est, jusqu'à la route du rang de la Famine ;
- 0,2 km vers le sud-est, jusqu'à sa confluence.

La rivière Flamand se déverse sur la rive nord-ouest de la rivière Famine. Cette confluence est située à 2,9 km km en amont de la confluence de la rivière Veilleux et en aval de la confluence de la rivière à la Raquette.

## Toponymie
Le toponyme « rivière Flamand » a été officialisé le 28 août 1980 à la Commission de toponymie du Québec.